# Dracaena reflexa
Dracaena reflexa Lam. es una especie de árbol perteneciente a la familia de las asparagáceas, anteriormente incluida en las ruscáceas.

## Descripción
Puede alcanzar una altura de 4-5 m, rara vez los 6 m en lugares protegidos, D. reflexa  es generalmente mucho menor, especialmente cuando crece en el jardín de casa. Es de crecimiento lento y de posición vertical, su corona tiende a una forma oval. Las hojas son lanceoladas y simples, dispuestas en espiral, de 5-20 cm de largo y 1.5-5 cm de ancho en la base, con venación paralela,  crecen en verticilos apretados de un uniforme  color verde oscuro.
Las flores son pequeñas, agrupadas, y por lo general de color blanco, que aparecen a mediados del invierno.  Ni las flores ni el fruto son especialmente vistosas. D. reflexa var. augustifolia  difiere en tener un tono magenta en sus flores, un hábito arbustivo, y hojas de color verde oliva.

## Distribución geográfica
Es un árbol tropical nativo de Madagascar, Mauricio, y otras islas cercanas del Océano Índico.  Es ampliamente cultivado como planta ornamental y de casa, valorados por sus ricos colores, hojas perennes, y el grosor de sus tallos irregulares.

## Cultivo y usos

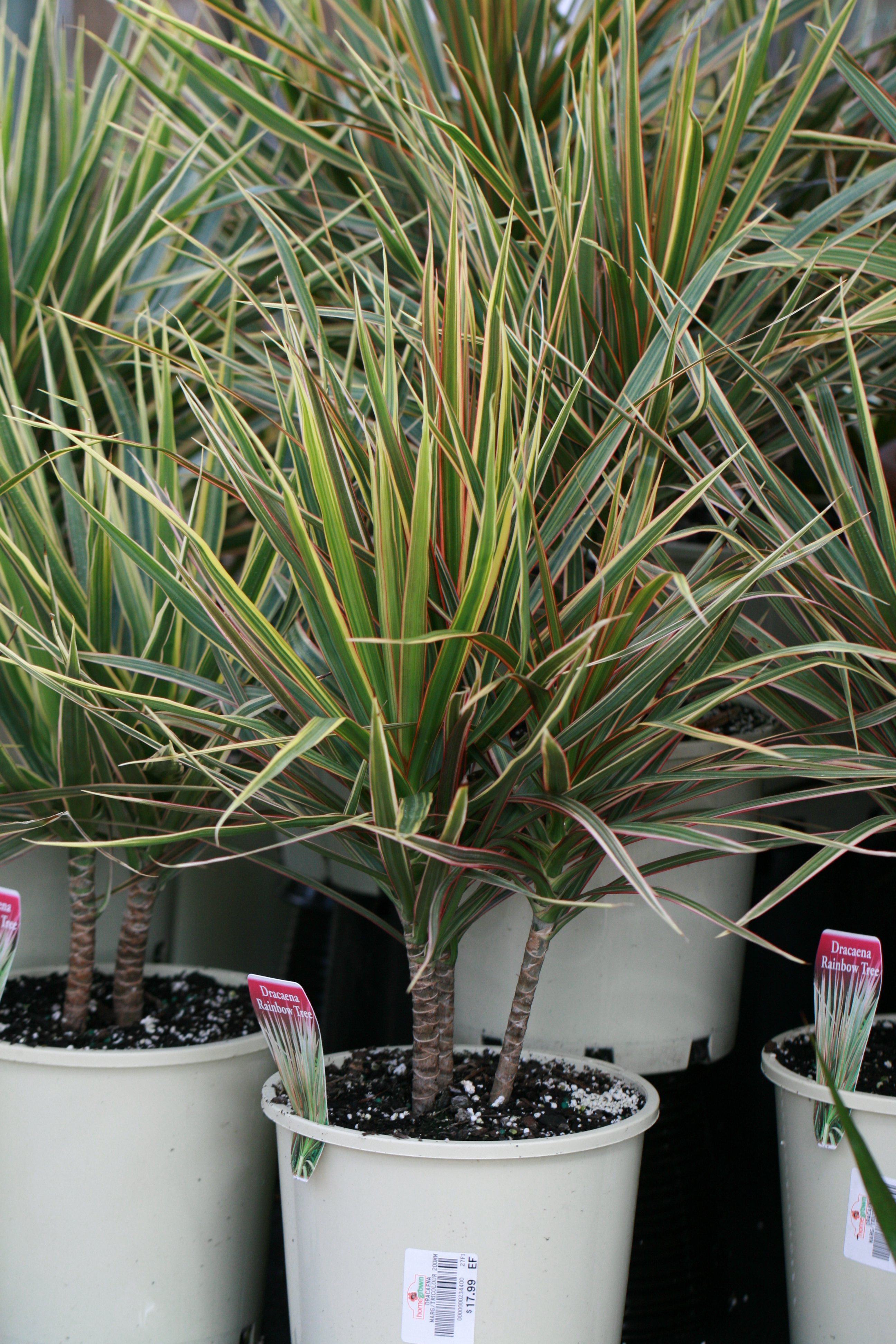
D. reflexa var. angustifolia

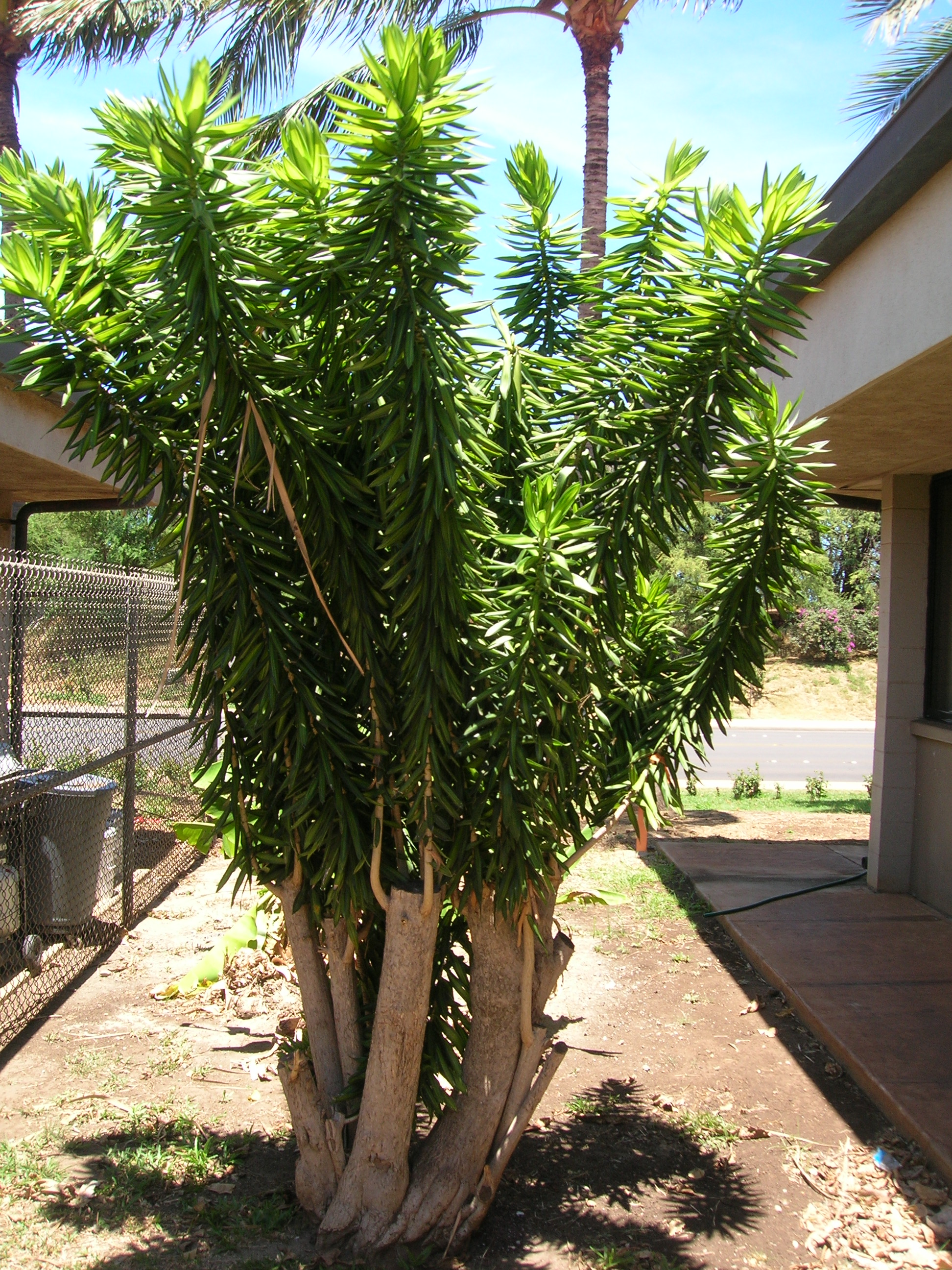
Vista de la planta

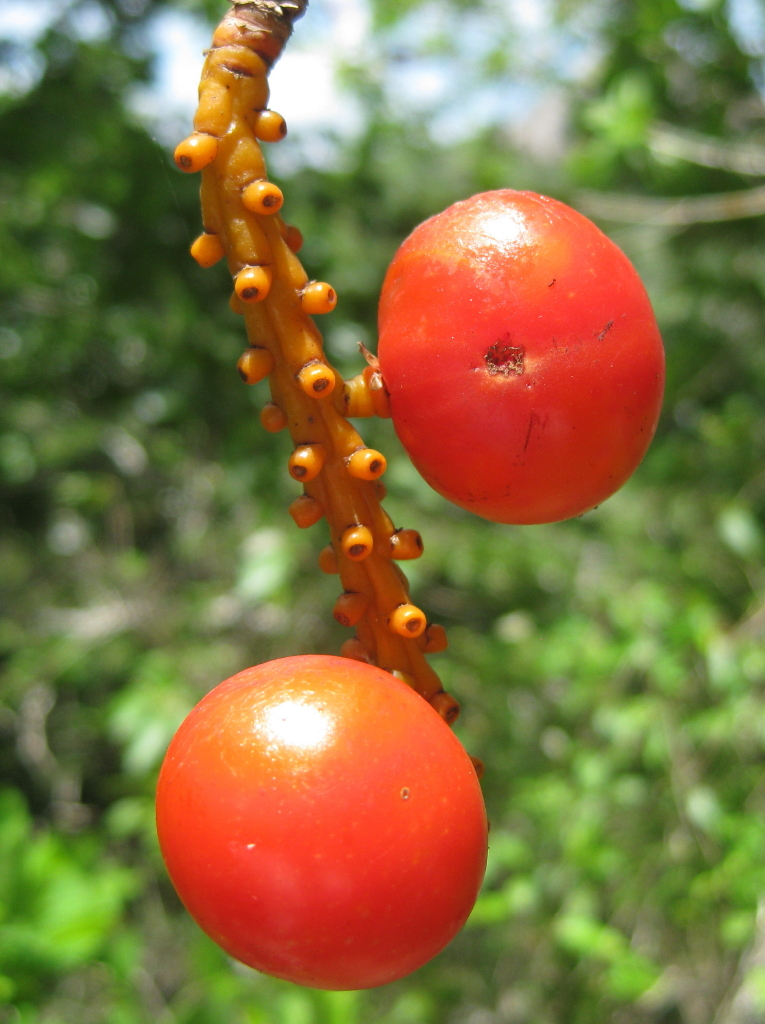
Frutos

Dracaena reflexa es una planta ornamental, tanto en el paisaje como en el hogar. Puede ser disfrutada como un modelo de planta, o podadas para crear una frontera. Varios cultivares se han seleccionado, en particular de variado clones con márgenes de color crema y amarillo-verde. Se desarrolla bien en casa, tolerando riegos frecuentes. Prefiere luz brillante, filtrando la luz, sin exposición al sol directo, al aire libre. Tiene un promedio de necesidades de agua y deben ser fertilizados dos veces por semana cuando está en crecimiento activo.  A pesar de que puede sobrevivir en relativamente bajos niveles de luz, la planta puede crecer si se le da luz insuficiente.  Cuando se cultiva en interiores, las temperaturas de 18 °C a 25 °C debe mantenerse. Puede propagarse a través de tallo herbáceo.

## Propiedades
Practicantes de la medicina tradicional de Madagascar han usado durante mucho tiempo Dracaena reflexa para curar la malaria y los síntomas de envenenamiento, la disentería, diarrea, dismenorrea, y puede ser útil como un antipirético y agente hemostático.  Las hojas y corteza se mezclan con partes de una serie de otras plantas nativas y cerveza en un té de hierbas.  Su eficacia en este tipo de tratamiento sigue sin ser probada.
El fruto de D. reflexa  es importante para la dieta del malgache lémur rufo blanco y negro  (Varecia variegata). El escarabajo (Polposipus herculeanus), una especie amenazada endémica de la Isla Frégate (Seychelles), también se conoce al asociarse con esta planta.

## Taxonomía
Dracaena reflexa fue descrita por Jean-Baptiste Lamarck  y publicado en Encyclopédie Méthodique, Botanique 2: 324. 1786.
Etimología
Ver: Dracaena
reflexa: epíteto latíno que significa "con hojas dobladas hacia atrás".
Variedades
- Dracaena reflexa var. angustifolia Baker
- Dracaena reflexa var. bakeri (Scott-Elliot) Humbert
- Dracaena reflexa var. linearifolia Ayres ex Baker
- Dracaena reflexa var. reflexa
- Dracaena reflexa var. salicifolia (Regel) Baker

Sinonimia
- Cordyline cernua (Jacq.) Endl.
- Cordyline reflexa (Lam.) Endl.
- Dracaena candelaria Planch.
- Dracaena cernua Jacq.
- Dracaena cincta Baker
- Dracaena divaricata Willd. ex Regel
- Dracaena reflexa var. brevifolia Baker
- Dracaena reflexa var. cernua (Jacq.) H.Perrier
- Dracaena reflexa var. reflexa
- Draco cincta (Baker) Kuntze
- Draco reflexa (Lam.) Kuntze
- Lomatophyllum cernuum (Jacq.) Bojer
- Lomatophyllum reflexum (Lam.) Bojer
- Pleomele cincta (Baker) N.E.Br.
- Pleomele porteana N.E.Br.
- Pleomele reflexa (Lam.) N.E.Br.[9]